# 談固駅
談固駅（だんこえき、中国語：谈固站、英語：Tangu Station）は河北省石家荘市長安区にある石家荘地下鉄1号線の駅。2017年6月26日に、1号線の開業とともに供用開始された。

## 位置
談固駅は石家荘市長安区の中山東路と談固南大街の交差点にある。

## 駅構造
島式ホーム1面2線の地下駅。
| 地上     | 出入口     | A、B、C、D出入口                     |
| 地下一階 | 駅ロビー   | 切符売り場                           |
| 地下二階 | 線路       | ■1号線 西王方面 （次の駅：北宋駅）   |
| 地下二階 | 島式ホーム |                                      |
| 地下二階 | 線路       | ■1号線 福沢方面 （次の駅：朝暉橋駅） |

## 出入口
出入口は4つ使用されている。
| 出入口番号 | 出入口がある場所、その周辺                     |
| ---------- | ---------------------------------------------- |
| 出口 · A   | 中山東路（北側）、談固北大街（東側）、瑞城花園 |
| 出口 · B   | 中山東路（南側）、談固南大街（東側）           |
| 出口 · C   | 中山東路（南側）、談固南大街（西側）、栄国花園 |
| 出口 · D   | 中山東路（北側）、談固北大街（西側）、嘉和広場 |

## 隣の駅
石家荘地下鉄
■1号線
北宋駅 - 談固駅 - 朝暉橋駅